# Beal (North Yorkshire)
Beal – wieś w Anglii, w hrabstwie North Yorkshire, w dystrykcie (unitary authority) North Yorkshire. Leży 28 km na południe od miasta York i 257 km na północ od Londynu. Miejscowość liczy 720 mieszkańców.